# 麻通寺
麻通寺，藏语全称为麻通甘丹谢珠确括林（意为“下坝兜率讲修法轮洲”），位于四川省甘孜藏族自治州理塘县下坝片区觉吾乡度母山上，是一座藏传佛教格鲁派寺院。

## 历史
麻通寺创建于1303年（藏历第七绕逈），由萨迦派第十代达钦元朝国师喇嘛桑布巴（上师吉祥贤）自元大都回拉萨的途中所建。当时，建寺的施主是随行的元朝大臣“安强生”（音译）。后来，涅温贡嘎巴（宗喀巴的上师之一）曾任该寺住持。
从宗喀巴的四成就弟子喇嘛桑杰巴桑（佛贤德）出任该寺住持起，该寺转为格鲁派道场。桑杰巴桑之后接任住持者，为宗喀巴的二庄严弟子之一贡嘎坚赞。其后，担任住持的高僧有“撷呐绕登、宗澈登、吉祥光、狮子宝、虚空海、十难论师加涅、十难论师阿竹、菩提宝、戒海、扎巴炯尼、理塘拉乌曲究”等人。
从第二世夏坝活佛夏坝·应巴曲达开始，夏坝活佛世系成为麻通寺的法台。此后，第三世夏坝活佛夏坝·昂旺罗桑丹增应巴、第四世夏坝活佛夏坝·格勒克珠·降白降措先后继任该寺法台。
1994年，第四世夏坝活佛出任下坝麻通寺住持。1997年，夏坝活佛主持了下坝麻通寺的整体修复工程，并且设立教育基金会、法务基金会、建设基金会以及福利医院。2004年，主持修复了下坝麻通寺文殊院。

## 建筑
麻通寺有山上的主寺和山下的文殊院两处主要建筑。
麻通寺附近，有文殊圣地，文殊菩萨咒“阿日阿巴扎那”在山壁上自然显现出来，每个字均有两米高。寺院附近的山林之间，有许多噶当派格西们留下来的闭关洞，有些洞内仍有格西的遗骨，被人发现时有的尚是跏趺坐姿。
麻通寺的僧房条件非常好，两室一厅一卫，还有24小时热水、地暖、浴缸、洗衣机。